# Antonio Ibáñez de la Riva Herrera
Antonio Ibáñez de la Riva Herrera (Solares, Cantabria, 1633 – Madrid, 3 de septiembre de 1710) fue un prelado, arzobispo, inquisidor general, presidente del Consejo Real de Castilla, Capitán general y Virrey de Aragón. Falleció cuando iba a tomar posesión de su cargo como Arzobispo de Toledo, Primado de España.

## Biografía

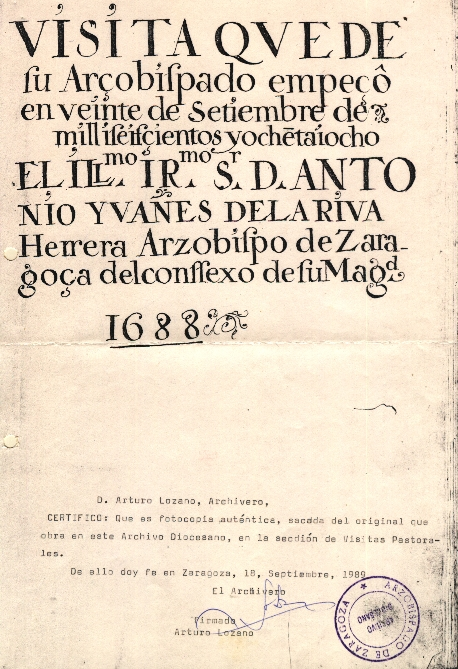
Documento de una visita del arzobispo.

Estudió en Salamanca, ordenándose sacerdote. Fue nombrado sucesivamente Colegial Mayor de San Ildefonso de Alcalá, canónigo magistral de la Catedral de Málaga, obispo de Ceuta (1685-1687) y arzobispo de Zaragoza (1687-1710). Entre 1690 y 1692 presidió el Consejo de Castilla. Fue también Presidente de la Sala de Millones, planteando la reforma hacendística del reinado de Carlos II, para eliminar el fraude fiscal en el reino. Por dos veces ocupó los cargos de Virrey y Capitán General de Aragón, la primera de ellas entre 1693 y 1696 y la segunda en plena guerra de Sucesión, entre 1703 y 1705. En su segundo mandato aragonés se mantuvo fiel a la causa de Felipe V, quien lo nombró Inquisidor General y lo propuso para la sede de Toledo.

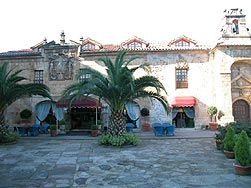
Palacio de los Marqueses de Valbuena, Solares.

Convocó sínodo en Zaragoza en 1697, elaborando las Constituciones Sinodales, y fundó el Montepío de Zaragoza.
Durante su arzobispado en Zaragoza se llevaron a cabo las obras de construcción de la nueva Torre de la Seo catedralicia, cuya primera piedra se había colocado en julio de 1681, siendo arzobispo don Diego de Castrillo. Las obras se encargaron a los maestros aragoneses Pedro Cuyeo, Gaspar Serrano y Jaime de Busiñac.
En 1695 fue nombrado por el Rey superintendente de las obras de la Basílica del Pilar de Zaragoza, efectuándose durante su mandato la cimentación de lado norte y el lado sur.
Ordenó también la construcción en 1692 de su residencia en Solares, el llamado Palacio de los Marqueses de Valbuena.
Su sepulcro, bajo arcosolio, se encuentra situado en la Capilla de Santiago el Mayor de la Seo de Zaragoza, donde fueron trasladados sus restos en 1780, setenta años después de su muerte.